# Composto de cinco tetraedros
| Composto de cinco tetraedros        | Composto de cinco tetraedros         |
| ----------------------------------- | ------------------------------------ |
|                                     |                                      |
| Tipo                                | Composto regular [en]                |
| símbolo de Coxeter                  | {5,3}[5{3,3}] {3,5}                  |
| Índice                              | UC5, W24 [en]                        |
| Elementos (como um composto)        | 5 tetraedros: F = 20, E = 30, V = 20 |
| Composto dual                       | Autodual                             |
| Grupo de simetria                   | icosaédrico [en] quiral (I)          |
| Subgrupo restrito a um constituinte | tetraédrico [en] quiral (T)          |

O composto de cinco tetraedros é um dos cinco compostos poliédricos regulares. Este poliedro composto também é uma estrela do icosaedro regular. Foi descrito pela primeira vez por Edmund Hess em 1876.
Ele pode ser visto como uma faceta de um dodecaedro regular [en].

## Como um composto
Ele pode ser construído organizando cinco tetraedros em simetria icosaédrica rotacional [en] (I), conforme colorido no modelo superior direito. É um dos cinco compostos regulares [en] que podem ser construídos a partir de sólidos platônicos idênticos.
Ele compartilha o mesmo arranjo de vértices [en] de um dodecaedro regular [en].
Existem duas formas enantiomorfas (a mesma figura, mas com quiralidade oposta) deste poliedro composto. Ambas as formas juntas criam o composto simétrico de reflexão de dez tetraedros.
Ele tem uma densidade [en] maior que 1.
| Como um mosaico esférico [en] | Modelos transparentes (Animação) | Cinco tetraedros interligados |

## Como uma estrela
Ele também pode ser obtido estrelando o icosaedro e é dado como 24 no índice dos modelos de Wenninger [en].
| Diagrama de estrelação [en] | Núcleo de estrelamento | Casco convexo |
| --------------------------- | ---------------------- | ------------- |
|                             | Icosaedro [en]         | Dodecaedro    |

## Como uma faceta
Ele é uma faceta [en] de um dodecaedro, como mostrado à esquerda.

## Teoria de grupo
O composto de cinco tetraedros é uma ilustração geométrica da noção de órbitas e estabilizadores, como segue.
O grupo de simetria do composto é o grupo icosaédrico [en] (rotacional) I de ordem 60, enquanto o estabilizador de um único tetraedro escolhido é o grupo tetraédrico [en] (rotacional) T de ordem 12, e o espaço orbital I/T (de ordem 60/12 = 5) é naturalmente identificado com os 5 tetraedros – o coconjunto gT corresponde ao qual o tetraedro g remete o tetraedro escolhido.

## Uma propriedade dual incomum

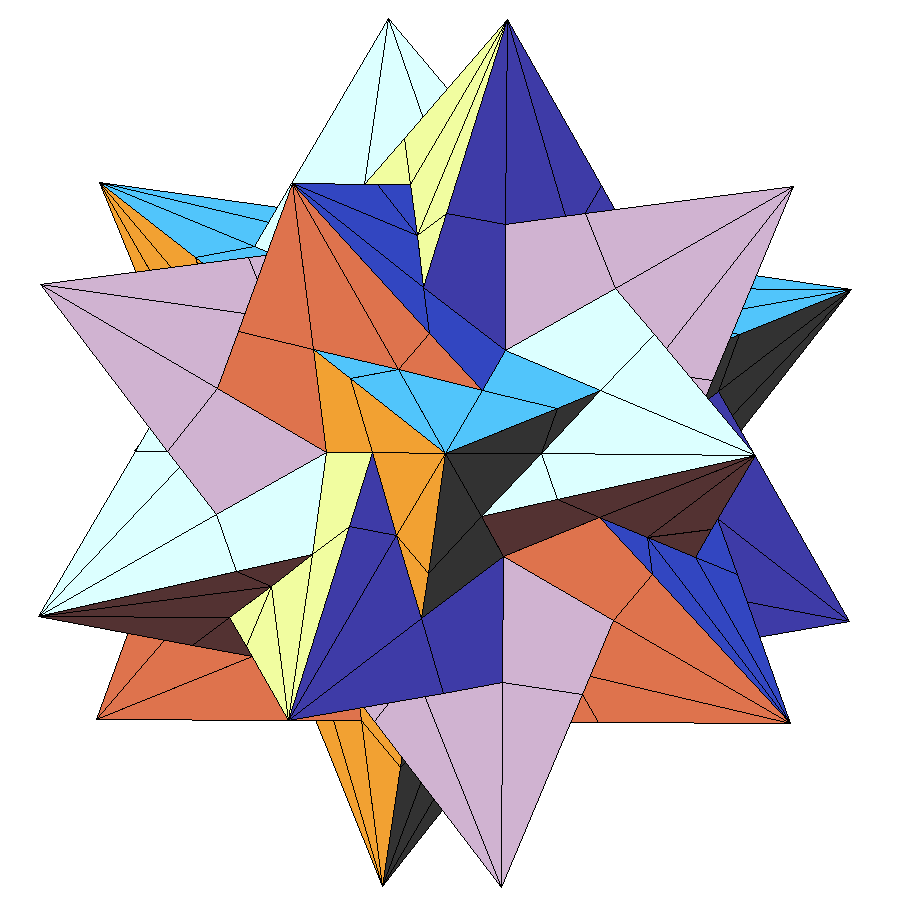
Composto de cinco tetraedros

Este composto é incomum, pois a figura dual é o enantiomorfo do original. Se as faces forem torcidas para a direita, os vértices serão torcidos para a esquerda. Quando dualizamos, as faces se dualizam em vértices torcidos à direita e os vértices se dualizam em faces torcidas à esquerda, dando o gêmeo quiral. Figuras com esta propriedade são extremamente raras.